# Mike Baker
Michael Baker (Colchester, 16 de fevereiro de 1957 - 22 de setembro de 2012) foi um jornalista britânico mais conhecido por seu trabalho com a BBC.
Entrou para a BBC como estagiário de pós-graduação em 1980. Foi correspondente de educação, de 1989 até 2007, quando deixou a BBC. Antes disso, foi correspondente político da BBC, de 1980 a 1989 e também passou breves períodos como correspondente estrangeiro e vice editor de notícias na BBC. Baker foi um colunista semanal para BBC News Online. Apresentou várias séries de programas de TV.
Baker foi diagnosticado com câncer de pulmão em 2011 e morreu em setembro de 2012, aos 55 anos.